# Englerina inaequilatera
Englerina inaequilatera là một loài thực vật có hoa trong họ Loranthaceae. Loài này được (Engl.) Gilli mô tả khoa học đầu tiên năm 1970.